# 齋清志
齋 清志（さい きよし、1953年9月18日 - ）は、日本の薬剤師、実業家、政治家。宮城県大河原町長（4期）。

## 経歴
大河原小学校、大河原中学校、宮城県白石高等学校卒業、その後東京薬科大学薬学部卒業。
ゼリア新薬工業勤務、薬局経営、大型商業施設フォルテ（旧運営法人である、株式会社エフエフオー）の社長を経て、2004年10月、町長に初当選。2008年10月再選。
2012年10月の町長選挙では伊勢敏に553票差で落選。
2016年10月、町長選挙に出馬し当選、返り咲き3選。
2020年10月、町長選挙に出馬し4選。